# Semialarium
Semialarium N.Hallé – rodzaj roślin należący do rodziny dławiszowatych (Celastraceae R. Br.). Obejmuje 2 gatunki występujące naturalnie w Ameryce Południowej.

## Systematyka
Pozycja i podział według APWeb (2001...)
Rodzaj należący do rodziny dławiszowatych (Celastraceae R. Br.), rzędu dławiszowców (Celestrales Baskerville), należącego do kladu różowych w obrębie okrytonasiennych.
Wykaz gatunków
| - Semialarium mexicanum (Miers) Mennega - Semialarium paniculatum (Mart.) N.Hallé |